# 그리피스 천문대

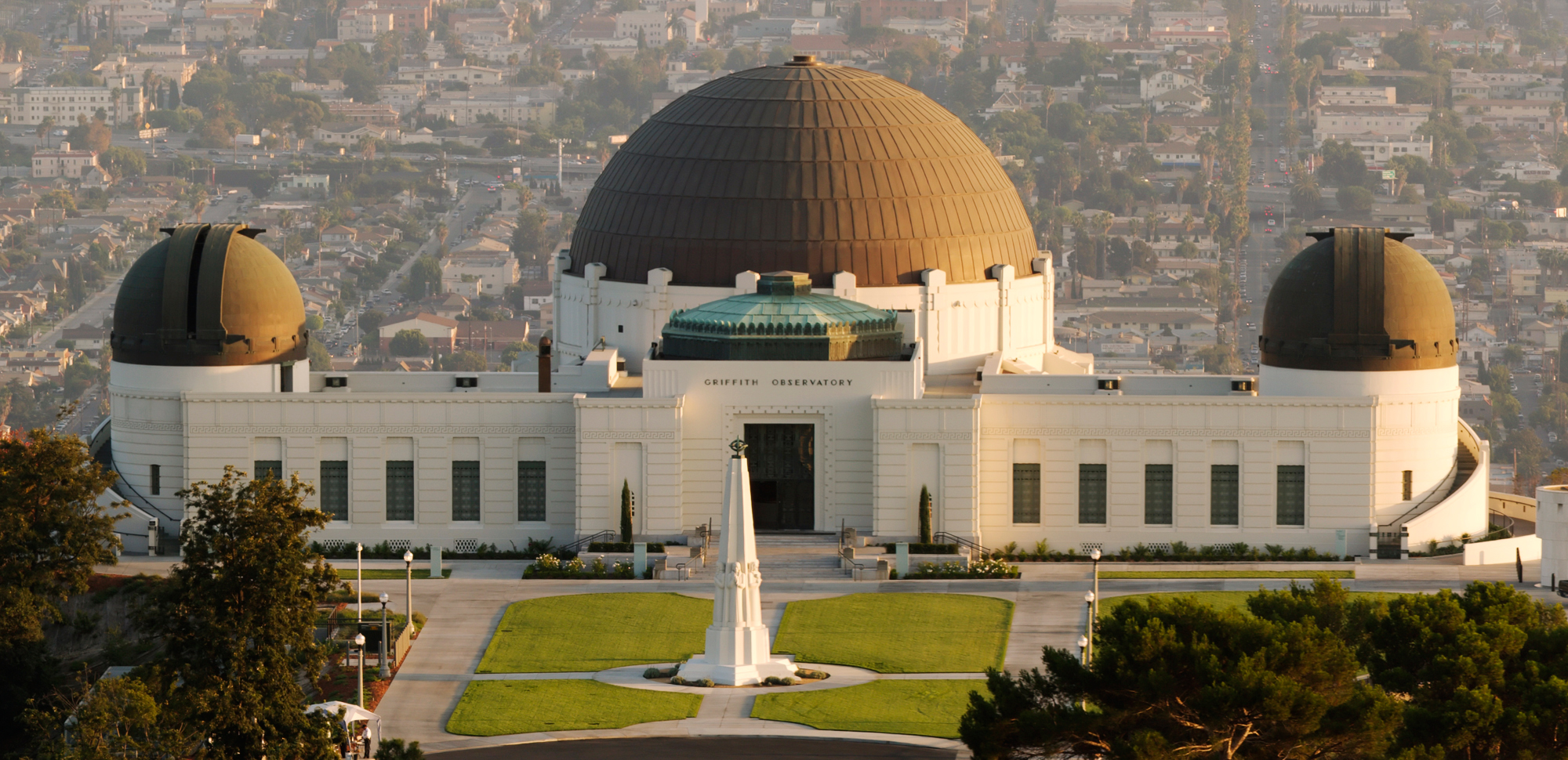
그리피스 천문대

그리피스 천문대(Griffith Observatory)는 미국 로스앤젤레스 그리피스 공원에 위치한 천문대이다.

## 같이 보기
- 파브라 천문대